# The Boondocks (tv-serie)
The Boondocks är en amerikansk animerad komediserie, skapad av Aaron McGruder för Cartoon Networks kanal Adult Swim. Den är baserad på hans mangainfluerade seriestripp med samma namn. Serien handlar om den afroamerikanska familjen Freeman som bosätter sig i den fiktiva, vänliga och vitbefolkade förorten Woodcrest. Perspektivet som denna blandning av kulturer, livsstilar, sociala klasser, stereotyper, åsikter och etniska identiteter erbjuder utgör en stor del av seriens satir, komedi och konflikter.
Serien hade premiär den 6 november 2005 och avslutades den 23 juni 2014, med totalt 55 avsnitt. Serien har också sänts utanför USA och släppts på olika DVD-skivor och andra former av hemmamedier. Serien har fått flera utmärkelser, inklusive ett NAACP Image Award för enastående manus samt ett Peabody Award. The Boondocks anses av många vara en av de bästa animerade serierna genom tiderna, och serien bidrog till en ökad popularitet för Adult Swim-projektet.
Den 12 juni 2019 utannonserades det att Sony Pictures Animation skulle producera en reboot av tv-serien som skulle ha premiär 2022 med McGruders medverkan. John Witherspoon var också med i projektet för att återuppta sin roll som Robert Freeman, något som dock aldrig blev av då John avled den 29 oktober 2019. Den 18 september 2019 tillkännagavs det att HBO Max hade plockat upp serien med en beställning på två säsonger. Säsongerna skulle båda bestå av totalt tolv avsnitt. Den 2 februari 2022 avslöjades det att utvecklingen hade ställts in och att projektet hade lagts på is.

## Utveckling och produktion

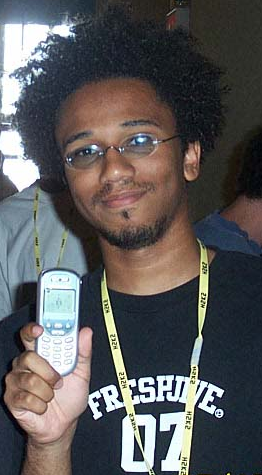
Aaron McGruder, skaparen av The Boondocks.

The Boondocks började som en seriestripp på Hitlist.com, en av de första musikwebbplatserna. Seriestrippen hamnade senare i tidningen The Source. Efter dessa serier började McGruder samtidigt pitcha The Boondocks som både en syndikerad serietidning och en animerad tv-serie. Det förstnämnda uppnåddes först, och serien debuterade officiellt i tidningar april 1999.
Under tiden fortsatte utvecklingen av TV-serien. Mellan hösten 2003 och sommaren 2004 skapade McGruder och filmproducenten/regissören Reginald Hudlin ett pilotavsnitt för Boondocks åt Fox-nätverket, men stötte på stora svårigheter att göra serien acceptabel för internationell TV. Hudlin lämnade projektet efter att avtalet med Fox gick i stöpet, men McGruder och Sony Pictures Television var enligt kontraktet skyldiga att kreditera honom som exekutiv producent för de två första säsongerna. Mike Lazzo, VD för Adult Swim och exekutiv producent för Aqua Teen Hunger Force och Space Ghost Coast to Coast, kom över pilotavsnittet och förklarade att det var ”för tv-vänligt”. Han beställde sedan en säsong med 15 avsnitt och sa till McGruder att ”bara berätta historier”.
Både seriestrippen och den animerade tv-serien är influerade av McGruders kärlek till anime och manga. En del av humorn bygger på karaktärernas anime-liknande rörelser. År 2006 förklarade McGruder i en intervju: ”Vi har en japansk anime-studio som heter Madhouse som hjälper oss”, men vid något tillfälle gick avtalet med Madhouse i stöpet. Istället tog MOI Animation, en Emmy-belönad sydkoreansk studio, över animeringen från och med säsong två. Som ett resultat har de följande säsongerna av serien mer detaljerad animering, samt mindre uppdateringar av de flesta karaktärsdesignerna.
Serien har en lös koppling till seriestrippens kontinuitet, även om McGruder under serietidningens sista år försökte synkronisera dem. Han introducerade Uncle Ruckus i serien, och serietidningsversionen av Rileys hår flätades till cornrows för att matcha karaktärens hår i serien. Under säsong 1 satte McGruder remsan på ett sex månader långt uppehåll med början i mars 2006.
Vinjettsången som används i serien framförs av hiphopartisten Asheru.
Serien producerades i widescreen från början, men bilden anpassades senare för formatet 4:3 vid tidpunkten för dess ursprungliga sändning.  Ända sedan den tredje säsongen så har serien producerats i 16:9  och presenterats i sitt ursprungliga bildförhållande och upplösning.
År 2014 tillkännagavs det att McGruder inte skulle medverka i produktionen av seriens fjärde säsong. Adult Swim uppgav att "ett godtagbart produktionsschema inte kunde fastställas." Den fjärde säsongen hade premiär den 21 april 2014 och avslutades den 23 juni 2014.

## Seriens miljö
Serien börjar med att familjen Freeman flyttar till den fiktiva, fridfulla och mestadels vitbefolkade förorten Woodcrest. Vissa kontinuitetsfel har gett upphov till olika teorier om huruvida serien utspelar sig i förorterna i eller kring Illinois eller Maryland. Under hela serien framgår det att familjen Freeman ursprungligen kommer från Chicago, men att de flyttade därifrån före händelserna i den första säsongen. Handlingen kretsar kring Freemans vardagsliv i Woodcrest, där de möter en rad olika karaktärer och situationer som belyser sociala orättvisor, rasstereotyper och komplexiteten i att navigera i en övervägande vit miljö.
Serien följer främst medlemmarna i Freeman-familjen bestående av Huey Freeman och hans yngre bror Riley som flyttar från södra Chicago för att bo hos sin farfar Robert i den vita förorten Woodcrest (som antyds ligga i Maryland). Titeln ”boondocks” anspelar på den isolering från det främst afroamerikanska stadslivet som karaktärerna känner, och ger McGruder ett visst filosofiskt avstånd.
Liksom serietidningen som den baseras på, satiriserar The Boondocks många kulturella och sociala frågor, men genom att utnyttja den betydligt mildare censuren som gäller för vuxenserier på sena kvällar i TV är humorn mycket mer överdriven och politisk korrekthet struntar serien helt och hållet i.

## Karaktärer

### Familjen Freeman
- Huey Freeman (röst av Regina King ) –  familjens moraliska kompass och förnuftets röst. Han är 10 år och otroligt intelligent, och är en ivrig läsare som har stor kunskap om en rad olika ämnen. Han är starkt influerad av teorier från olika vänsterorienterade sociala rörelser och ledare för social rättvisa. Hans bror och farfar förlöjligar och gör narr av honom mer än ofta, eftersom de tycker att han är en korkskalle som har mål och värderingar som sträcker sig högre än vad den amerikanska mainstreamkulturen förväntar sig. Det nämns att han har förklarats vara en ”inhemsk terrorist”. Samtidigt som han främjar olika sociala frågor, föraktar han öppet gangsta/rap/hiphop-kulturen som den porträtteras i mainstreammedia för att den glorifierar slösaktig extravagans, självförstörande livsstilar och okunnighet. Han är en mycket skicklig kung fu-kämpe och besegrar Riley med lätthet i alla fysiska konfrontationer mellan de två. Han har bara förlorat mot ett fåtal motståndare.
- Riley Freeman (röst av Regina King) – Hueys rebelliska och lättpåverkade 8-årige bror, som är en entusiastisk anhängare och fanatiker av gangsta rap och gatukultur. Även om han verkar charmig, smart och konstnärligt begåvad, så förblir Riley lojal mot gangsta rap-idealen, trots deras självförstörande konsekvenser. I avsnittet ”The Fundraiser” försöker Huey varna honom direkt om de förutbestämda konsekvenserna av hans dåliga beslut, men Riley avvisar honom nonchalant. Större delen av serien fokuserar på Rileys missöden (varav de flesta drivs av hans kärlek till gangsta rap och en önskan att efterlikna andra människor han beundrar), som hans farfar ofta hjälper till med. Trots sin vilda natur och försök att verka tuff visar det sig att Riley har en lugn, oskyldig sida av sin personlighet.
- Robert Jebediah "Granddad" Freeman (röst av John Witherspoon ) – farfar och laglig förmyndare för Huey och Riley. Även om han älskar sina två barnbarn, exploderar han ibland i tirader av ilsken frustration över deras kvicka observationer, ständiga planer och missöden, även om han har sina egna kaotiska stunder; till exempel lockar hans ivrigt vilseledande dejtingsträvanden omedvetet bisarra eller farliga kvinnor. Robert hotar ofta att disciplinera sina barnbarn, främst Riley, och har utvecklat en anmärkningsvärd snabbhet och fingerfärdighet i att använda sitt bälte för detta ändamål. Han var en ivrig medborgarrättsaktivist i sina unga år.

### Familjen Dubois
- Thomas Lancaster DuBois (röst av Cedric Yarbrough) - en advokat som bor mittemot familjen Freeman. Han är afroamerikan och hans karaktär är en stereotyp av en framgångsrik svart man i medelklassen med ett kontorsjobb. Tom är lättskrämd, väldigt konflikträdd och följer alla lagar väldigt strikt, även om Huey nämner att Toms jobb som åklagare är att skicka andra svarta män till just det öde han fruktar mest. Tom var livrädd för att bli analt våldtagen i fängelset fram till tredje säsongens åttonde avsnitt, ”A Date With the Booty Warrior”, där han övervinner sin rädsla genom att besegra sin våldtäktsman, Booty Warrior, i ett slagsmål.
- Sarah DuBois (röst av Jill Talley) - Toms vita fru. Hon är bekväm med deras mellanrasiga äktenskap även när Tom blir hånad för just det, som i avsnittet ”The Trial of R. Kelly”. Hon säger till och med skämtsamt till Tom: ”I told you about messin' with them white women.” Sarah och hennes dotter är Usher-fans, vilket gör Tom avundsjuk. Flera avsnitt i serien antyder att Sarah är sexuellt frustrerad, då Toms mjäka natur och konflikträdsla gör att han aldrig tar ledning i hemmet. Hon brukar ha fantasier där hon domineras av svarta män.
- Jazmine DuBois (röst av Gabby Soleil/Kiarah Pollas) - Tom och Sarahs dotter. Hon kan vara extremt paranoid och lite naiv, vilket gör henne till ett föremål för Riley att göra narr av. Jazmine chockades av 11 september-attackerna och gömde sig på sitt rum i två år som en följd av detta, samtidigt efter att ha upptäckt att tandfen inte finns på riktigt. Hon tror starkt på jultomten och ser honom som den sanna innebörden av julen. Jazmine är troligen förälskad i Huey, eftersom hon följer efter honom överallt, även om han ibland kan vara elak mot henne. Huey blir dock mer vänligare mot henne ju längre serien fortskrider, och de blir vänner. Han skyddar henne från apokalypsen i avsnittet Fried Chicken Flu.

### Övriga
- Uncle Ruckus (röst av Gary Anthony Williams) - seriens huvudantagonist. Han är väldigt fet, egoistisk, har ett groteskt utseende samt ett glasöga. Uncle Ruckus idoliserar den svarta slavkulturen, och hans syn på svarta människor överensstämmer med vita rasisters syn. Han distanserar sig så mycket han kan från sitt afroamerikanska arv och är fördomsfull mot alla icke-vita människor. Hans största önskan är att svarta människor fortfarande skulle vara slavar, eftersom han anser att det vore bättre så. Han påstår sig vara vit på grund av en mytisk sjukdom som kallas ”re-vitiligo”. Eller som han själv benämner det: ”Det är motsatsen till det Michael Jackson hade, den lyckosamma jäveln.” Ruckus förespråkar för vit makt, och han refererar till andra raser väldigt rasistiskt, bland annat att kalla kinesiska män ”yellow nigga”. Ironiskt nog är Ruckus den mörkaste karaktären i serien. Hans karaktär är en överdriven parodi på självhatande svarta män. Men trots att han hatar allt med svart kultur att göra, visar andra avsnitt att han umgås med familjen Freeman. I avsnittet ”The Uncle Ruckus Reality Show” blir han förskräckt när han genom ett DNA-test får reda på att han är 102 % afrikan, med en felmarginal på 2 %. Kunskapen om sitt sanna ursprung får honom att säga upp alla sina jobb och anta andra beteenden som överensstämmer med hans rasistiska åsikter. Senare i avsnittet visas han falska dokument som anger att han är 50,07 % vit, efter att producenterna för serien blivit upprörda över det kraftiga fallet i tittarsiffrorna som Ruckus förändrade beteende orsakat. Han får veta att det ursprungliga DNA-testet utfördes av en svart praktikant och var felaktiga. I avsnittet ”The Color Ruckus” avslöjas orsaken till hans hat mot svarta människor. Som barn utsattes han ofta för fysiskt våld av sin alkoholiserade far, Mister Ruckus, och uppfostrades med tron på sin vitiligo och vita historia av sin kärleksfulla mor, Bunny Ruckus. Även om Mister Ruckus senare uppgav att han egentligen var ett oplanerat barn och att hans hudåkomma var en bluff, behöll Ruckus fortfarande tron att han var adopterad och ursprungligen vit.

## Avsnitt
| Säsong | Säsong | Avsnitt | Avsnitt | Originalvisning       | Originalvisning      |
| Säsong | Säsong | Avsnitt | Avsnitt | Första sändningsdatum | Sista sändningsdatum |
| ------ | ------ | ------- | ------- | --------------------- | -------------------- |
|        | 1      | 15      | 15      | 6 November, 2005      | 19 Mars, 2006        |
|        | 2      | 15      | 15      | 8 Oktober, 2007       | 23 Mars, 2008        |
|        | 3      | 15      | 15      | 2 Maj, 2010           | 15 Augusti, 2010     |
|        | 4      | 10      | 10      | 21 April, 2014        | 23 Juni, 2014        |

Både serietidningen och tv-serien är influerade av McGruders kärlek till anime och manga. Han har också använt Cowboy Bebop och Samurai Champloo som inspirationskällor för seriens slagsmålsscener. En del av humorn bidras också av karaktärernas anime-liknande rörelser. År 2006 förklarade McGruder i en intervju: "En japansk animestudio som heter Madhouse hjälper oss, men vid någon tidpunkt gick avtalet med Madhouse i stöpet. Istället gjordes animationsarbetet av den Emmy- vinnande sydkoreanska studion Moi Animation från säsong två och framåt.
Serien skulle ursprungligen avslutas efter den tredje säsongen, men den 21 mars 2014 meddelade Adult Swim i ett pressmeddelande att The Boondocks skulle återvända för en fjärde och sista säsong. Det avslöjades senare att den fjärde säsongen skulle produceras utan McGruders inblandning. Anledningen som angavs för splittringen mellan skaparen och företaget var en oenighet om produktionsschemat. Den fjärde och sista säsongen samproducerades och animerades av den sydkoreanska studion Studio Mir.

## Samhällskritik

### Politisk kritik
The Boondocks kommenterar amerikansk politik ur ett svart vänsterperspektiv. Serien uppnår detta genom att använda satir och kontroversiella uttalanden, såsom seriens inledande meningar: ”Jesus var svart, Ronald Reagan var djävulen och regeringen ljuger om 9/11.” Serien har också tagit upp ämnen som den amerikanska regeringens hantering av orkanen Katrina, Irakkriget och andra kontroversiella politiska händelser som ägt rum under 2000-talet. Som svar för att inkludera dessa kontroversiella ämnen i serien sa Aaron McGruder: ”Jag hoppas bara att dialogen ska breddas och att serien ska få människor att fundera över saker som de normalt inte skulle tänka på, eller att de ska tänka på dem på ett helt annat sätt.”

### Svart kulturell relevans och kritik
Serieinnehållet kännetecknas av framträdanden av kända personer (sångare, rappare, offentliga personer) inom den svarta populärkulturen samt parodier av dessa. Avsnitten innehåller ofta cameoroller, som i avsnittet ”Let's Nab Oprah”, där Oprah Winfrey, Maya Angelou och Bill Cosby medverkar.  Andra framträdanden och parodier i serien inkluderar R. Kelly som ställs inför rätta för anklagelser om sexuella trakasserier, DMX:s misstro när han i en intervju fick höra att Barack Obama kandiderade till president. Serien parodierar också kända nyhetsrapporter, bland annat en sändning där en förstaårselev i high school kallades för ”nigga” av sin lärare, som tyckte att ordet var acceptabelt att använda. The Boondocks återskapar denna händelse med Riley och hans lärare.
Serien ifrågasätter ofta hur afroamerikaner beter sig och tänker. McGruder intervjuades av Nightline i början av 2006 om avsnittet "Return of the King", vilket utlöste mycket kontrovers efter att Martin Luther King Jr. tillrättavisade en folkmassa av afroamerikaner för att vara lata och omedvetna om deras politiska klimat. I intervjun sa McGruder: "I avsnittet är King kritisk mot vår apati och inaktivitet... Vi bär skulden för vår egen apati och inaktivitet... Vi förtjänar att titta på det och vara ärliga om det." 

#### Användningen av ordet "nigga"
The Boondocks är känt för sitt frekventa användande av ordet ”nigga”, vilket har varit en källa till kontroverser för serien under hela dess livstid. McGruder sa i en intervju om användningen av ordet: ”Jag tycker att det gör att serien känns äkta... Ordet nigga används så ofta nu, inte bara av mig själv utan också av människor jag känner, att jag tycker det är falskt att skriva runt det och inte använda det.” Han uttryckte sig också i en artikel i ABC News 2005: ”Det här är ingen nigga-show.. Jag önskar bara att vi kunde bredda ut dialogen och gå vidare från samma samtal som vi har haft de senaste 30 åren om ras i vårt land.”

#### Utforskning av svart ideologi och identitet
Författaren Terence Latimer hävdar att många av karaktärerna i The Boondocks kan ses som karikatyrer och personifieringar av återkommande identiteter och ideologier i det afroamerikanska samhället: Riley Freeman personifierar svart popkultur, Huey Freeman representerar svart motkultur, Jazmine Dubois representerar biracialitet och förlust av oskuld. Uncle Ruckus är en karikatyr av internaliserad rasism, och Robert Freeman representerar den äldre, disciplinerade generationen som kämpar för att anpassa sig i en ny era. I sin essä för The Culture Crypt fokuserade Niall Smith i sin analys främst på bröderna Huey och Riley Freeman och hävdade att serien genom dem lyckas förmedla mycket av satiren och kritiken mot det afroamerikanska samhället. Smith noterar också vikten av sekundära karaktärer som t.ex Sarah Dubois (en vit kvinna), som genom sin förkärlek för kvinnotjusare och karikatyrer som Usher, Pretty Boy Flizzy visar ”hur samhället fetischerar och reducerar svarta män till deras mest animaliska och negativa egenskaper för att blidka andra”.

## Mottagande
The Boondocks fick stora hyllningar trots att den sista säsongen mottogs dåligt av fansen. Flera webbplatser listade den som en av de bästa animerade serierna genom tiderna. I januari 2006 nominerades den för bästa komediserie vid den 37:e NAACP Image Awards. Serien vann en Peabody Award år 2006 för avsnittet "Return of the King". IGN utsåg den till den 94:e bästa animerade serien och beskrev den som en skarp satirisk titt på det amerikanska samhället.

### Kritik och kontroverser
Det här är ingen nigga-serie. Jag önskar bara att vi kunde bredda dialogen och gå vidare från samma samtal som vi har haft de senaste 30 åren om rasfrågor i vårt land. [...] Jag hoppas bara att dialogen kan breddas och att programmet kommer att utmana människor att tänka på saker som de normalt inte skulle tänka på, eller att tänka på dem på ett helt annat sätt.
The Boondocks har varit föremål för kontroverser sedan serien debuterade 1999. ABC News skrev i en artikel: ”Fans och kritiker av The Boondocks älskade och hatade serien av samma skäl: dess banbrytande humor och kompromisslösa, ibland impopulära, åsikter om olika frågor, inklusive ras, politik, kriget mot terrorismen och attackerna den 11 september.” Många kanaler förutspådde att serien skulle möta kontroverser före sin debut i november 2005, på grund av dess nonchalanta användande av ordet "nigga". År 2006 protesterade pastor Al Sharpton mot avsnittet ”Return of the King” från seriens första säsong, på grund av att Martin Luther King Jr. använde ordet ’nigga’, och sa att ”Cartoon Network måste be om ursäkt och också åta sig att dra tillbaka avsnitt som vanhelgar historiska svarta personligheter.” Cartoon Network släppte ett uttalande som svar där de försvarade McGruder: ”Vi anser att Aaron McGruder har hittat ett tankeväckande sätt att inte bara visa Dr. Kings mod, utan också påminna oss om vad han stod för och kämpade för, och varför det även idag är viktigt för oss alla att minnas detta och fortsätta att agera”. Avsnittet tilldelades senare ett Peabody-pris för att vara "ett särskilt vågat avsnitt".
År 2010 rankade tidskriften Time The Boondocks på femte plats av tio av de mest kontroversiella animerade serierna genom tiderna.
I juni 2020, när den första säsongen av The Boondocks gjordes tillgänglig för streaming på HBO Max, uteslöt man avsiktligt avsnittet ”The Story of Jimmy Rebel” från säsong 3 på grund av upplevd rasistisk okänslighet i avsnittets skildring av en rasistisk countrysångare vid namn Jimmy Rebel (en parodi på den verkliga vitmaktsförespråkaren och countrysångaren Johnny Rebel). När en representant för Adult Swim ombads kommentera saken uppgav denne att ”När Adult Swim överför serier till en ny plattform bestämmer vi vilka avsnitt som ska väljas ut genom kreativa och kulturella filter samt våra standarder och policyer. Ofta fattas dessa beslut i samarbete med seriens skapare”.

## Försök till reboot

### Spin-offs
McGruder startade en Kickstarter-kampanj för att samla in 200 000 dollar för att producera en spelfilm med fokus på karaktären Uncle Ruckus. Han uppgav att crowdfunding skulle vara den enda finansieringskällan för filmens budget. Kampanjen pågick från den 30 januari till den 1 mars 2013, och avslutades med 2 667 bidragsgivare och med endast 129 963 dollar insamlade. Projektet blev aldrig av.

### Avslutad reboot
Den 29 maj 2019 meddelade röstskådespelaren John Witherspoon att serien skulle återvända. Sony Pictures Animation uppgav att man skulle producera en ”ny version” av The Boondocks i samarbete med Sony Pictures Television.
Den 18 september 2019 tillkännagavs det att serien hade fått en beställning på två säsonger för WarnerMedias då kommande streamingtjänst HBO Max. Det tillkännagavs också att McGruder skulle återvända som showrunner och fungera som exekutiv producent tillsammans med Norm Aladjem, Seung Kim och Meghann Collins Robertson. Serien skulle ha premiär med ett 50-minuters specialavsnitt, och varje säsong skulle bestå av tolv avsnitt. Nystarten var ursprungligen tänkt att börja med att familjen Freeman bosatte sig i Woodcrest och skulle följa dem när de kämpade mot Uncle Ruckus regim, som styrde över samhällets regering.
Witherspoon avled dock den 29 oktober 2019, innan seriens produktion. Den 3 februari 2022 sa Cedric Yarbrough i en intervju att Sony Pictures Television hade ”dragit ur kontakten” för hela projektet. I februari 2023 sa Gary Anthony Williams (röst åt Uncle Ruckus) att anledningen till att produktionen avbröts var att det tog för lång tid att göra.